# Elassogaster rutila
Elassogaster rutila är en tvåvingeart som först beskrevs av Friedrich Georg Hendel 1914.  Elassogaster rutila ingår i släktet Elassogaster och familjen bredmunsflugor. Inga underarter finns listade i Catalogue of Life.